# Búváralakúak
A búváralakúak (Gaviiformes) a madarak (Aves) osztályának egyik rendje.

## Kifejlődésük
A történelem előtti időkben a búvárfélék előfordulási területe jóval délebbre nyúlt. Fosszilis maradványaikat megtalálták Kaliforniában, Floridában és Olaszországban. Az ellentmondásos molekuláris vizsgáltok eredményeit a felfedezett kövületek sem segítik megoldani. Habár búváralakúakhoz hasonló fosszilis maradványok már a késő kréta korszakból is kerültek elő, az igazi búvárfélék előszöri megjelenése csak az eocén korra tehető. Ekkortájt pedig a legtöbb mai madárrend máris képviselve volt.

## Rendszerezés
A rendbe csak 1 recens madárcsalád és 1 valószínű fosszilis család tartozik:
- búvárfélék (Gaviidae) Coues, 1903[2]
- †Colymboididae Brodkorb, 1963

## Kérdéses fosszilis madarak
Az alábbi lista azokat a fosszilis madarakat foglalja magába, melyeket korábban búváralakúaknak véltek; azonban további kutatások következtében az ornitológusok rájöttek, hogy ezek közül egyesek még távolabbi rokonságban sem állnak a szóban forgó madárrenddel.
- †Lonchodytes – késő kréta; Lance-formáció, Wyoming, USA. Talán a viharmadár-alakúak (Procellariiformes) egyik ősi képviselője.
- †Neogaeornis Lambrecht[3] – késő kréta; Quinriquina-formáció, Chile. A besorolása vitatott; habár manapság a Hesperornithesek közé sorolják, egyesek, bár tévesen a legősibb búváralakúnak tekintik. Hogy a besorolása még nehezebb legyen, az eddigi felfedezések szerint a déli félgömbön nem éltek sem búváralakúak, sem Hesperornithiformes-fajok.[4]
- †Polarornis Chatterjee, 2002 – késő kréta; Seymour-sziget, Antarktisz. Habár búváralakúként van besorolva, az idetartozását nem fogadja el mindenki.
- †Eupterornis – paleocén; Châlons-sur-Vesle, Franciaország. Habár egyes jellemzője a búváralakúakra emlékeztet, valószínűbb, hogy közelebbi rokonságban áll a sirályfélékkel (Laridae).
- †Gaviella pusilla – oligocén; Wyoming, USA. Ebből a madárból, csak egy töredékes carpometacarpus (kéztőcsont a kézközépcsontokkal összenőtt része) került elő; ebből igen nehéz megállapítani a hová tartózását, emiatt egyesek Plotopteridae-fajnak vélik, míg mások a búváralakúak egy fosszilis családjába, az úgynevezett „Gaviellidae” családba helyeznék.[5]
- †Parascaniornis Lambrecht, 1933 – középső eocén; Geiseltal, Németország. Korábban a búváralakúak rendjébe helyezték, Gavia-fajként, de manapság a Hesperornithesek közé sorolt Baptornis fiatal szinonimájaként tartják számon.[6]

### Fordítás
- Ez a szócikk részben vagy egészben  a   Gaviiformes című angol Wikipédia-szócikk ezen változatának fordításán alapul.  Az eredeti cikk szerkesztőit annak laptörténete sorolja fel. Ez a jelzés csupán a megfogalmazás eredetét és a szerzői jogokat jelzi, nem szolgál a cikkben szereplő információk forrásmegjelöléseként.
- Ez a szócikk részben vagy egészben  a   Loon című angol Wikipédia-szócikk ezen változatának fordításán alapul.  Az eredeti cikk szerkesztőit annak laptörténete sorolja fel. Ez a jelzés csupán a megfogalmazás eredetét és a szerzői jogokat jelzi, nem szolgál a cikkben szereplő információk forrásmegjelöléseként.